# Logan (Dakota del Nord)
Logan è un census-designated place (CDP) degli Stati Uniti d'America, situato nello Stato del Dakota del Nord, nella contea di Ward. Secondo il censimento del 2020 gli abitanti di Logan ammontavano a 247.